# Линда код Нојштата на Орли
Линда код Нојштата на Орли (њем. Linda bei Neustadt an der Orla) општина је у њемачкој савезној држави Тирингија. Једно је од 76 општинских средишта округа Зале-Орла. Према процјени из 2010. у општини је живјело 419 становника. Посједује регионалну шифру (AGS) 16075061.

## Географски и демографски подаци
Линда код Нојштата на Орли се налази у савезној држави Тирингија у округу Зале-Орла. Општина се налази на надморској висини од 500 метара. Површина општине износи 16,6 km². У самом мјесту је, према процјени из 2010. године, живјело 419 становника. Просјечна густина становништва износи 25 становника/km².